# Tulipanina
Tulipanina – organiczny związek chemiczny z grupy antocyjanów, będących barwnikami roślinnymi. Pod względem chemicznym jest 3-rutynozydem delfinidyny.

## Występowanie
Związek występuje w roślinach z rodzaju Alstremeria, psianek, berberys, Hymenocallis, czarnej porzeczce, życie, tamarillo, Thaumatococcus daniellii, Ophiopogon japonicus, Musa acuminata oraz tulipanach, od których pochodzi nazwa związku.